# Liga Nacional de Football
La Liga Nacional de Football fue una de las primeras ligas de fútbol de Panamá que se organizaron, antes de llegar a lo que hoy es la Liga Panameña de Fútbol. Fue la liga que precedió a la Isthmian Football League que rigió desde 1921 hasta 1924. La Liga Nacional de Football se fundó en 1925 y fue una de las ligas que dio paso a la fundación de la Federación Panameña de Fútbol en 1937.

## Historia
En 1925, gracias a la idea de entusiastas como Richard Newmann, el sacerdote salesiano de origen hondureño José De La Cruz Turcios y Barahona, y el Coronel Gabriel Barrios, de origen guatemalteco, se funda lo que se conoció como la Liga Nacional de Football, siendo Barrios, por sus notables esfuerzos, su primer presidente y a quien se le ha adoptado como el Padre del Fútbol Panameño.
Aquella liga se jugó con seis equipos que fueron “El Cable”, “Cecilia”, “Hotspurs”, “Coronel Bolognesi”, “El Panamá” y “Panama Hardware”, que fue el primer equipo campeón, mientras que en 1926, se estableció la Liga Menor, del que parte fundamental la hicieron los sacerdotes salesianos centrados en el Oratorio Festivo.
La Liga Nacional de Football (Panamá) y la Liga Atlántica de Football (Colón) por la necesidad de formar una entidad que rigiera el juego desde una manera centralizada, se unieron y dieron los pasos para que el 29 de agosto de 1937, se fundara la Federación Panameña de Fútbol (Fepafut) y su reconocimiento internacional como miembro de la FIFA, en 1938.

## Equipos participantes en el torneo de 1925
| Equipo            |
| ----------------- |
| Panamá Hardware   |
| El Cable          |
| Cecilia           |
| Hotspurs          |
| Coronel Bolognesi |
| El Panamá         |